# Diotrephes formosus
Diotrephes formosus là một loài ruồi trong họ Tachinidae.